# Héctor Fabio Useche
Héctor Fabio Useche de la Cruz es un odontólogo y político colombiano, nacido en Bugalagrande, Valle del Cauca. Fue alcalde de su ciudad natal en el periodo 2004-2008, Secretario de Salud Departamental del Valle del Cauca entre 2008 y 2010, y Gobernador del mismo departamento elegido en las elecciones regionales de 2011 y suspendido de su cargo el 30 de marzo de 2012 por su responsabilidad en el detrimento patrimonial de más de cuarenta mil millones de pesos.

## Trayectoria política

### Inicios
Héctor Useche tuvo un ascenso meteórico en la política, primero de la mano de Jorge Homero Giraldo, quien en el año 2004 ayudó a elegirlo Alcalde de Bugalagrande. Terminada su gestión en 2008, pasó al gabinete del destituido exgobernador Juan Carlos Abadía como Secretario de Salud Departamental y cuota de Giraldo. Su gestión fue igual de polémica que su jefe, pues fue denunciado penalmente por irregularidades en contrataciones de cirugías bariátricas, en las que se contrató directamente sin licitación con el médico personal de Juan Carlos Martínez Sinisterra, a quien le realizó el mismo procedimiento. Según las investigaciones, algunos de los pacientes operados en el marco de este contrato por más de 1 000 millones de pesos (USD 500 000), no existen, otros son oriundos de Timbiquí, tierra natal de Martínez Sinisterra y que queda fuera de la jurisdicción del Valle del Cauca, y otros no recibieron atención integral de su tratamiento.
Otras irregularidades de su gestión como Secretario de Salud Departamental fue la de incumplir las metas en los programas de salud pública para el departamento, lo que le acarrearía sanciones y pérdida de recursos para esa cartera. Además, por ser parte de la Junta Directiva de la Industria de Licores del Valle del Cauca, se le abrió un proceso fiscal por las irregularidades en la contratación del distribuidor de licor producido por la empresa, en el cual se regalaron más de cinco millones de botellas de aguardiente sin pagar impuestos, significando un detrimento patrimonial de 59 828 millones de pesos (USD 30 000 000)

### Gobernación del Valle

#### Candidatura
Después de ser destituido Juan Carlos Abadía, su mentor, el exsenador condenado por parapolítica Juan Carlos Martínez Sinisterra buscó a toda costa recuperar el primer cargo del Departamento. Inicialmente su carta era el exdirector de Acuavalle, Alex Pascual Loango, hombre cuestionado por su labor, pero mano derecha de Martínez. Sin embargo, este tenía muy poca recordación en el Valle. Fue entonces cuando se decantó por Useche, quien tenía más reconocimiento por su cargo de Secretario de Salud, pero con la condición de que se inscribiera en su recién creado Movimiento MIO, un partido de minorías antes llamado MPU.
Useche utilizó la misma estrategia electoral que su predecesor Abadía. Incluso la publicidad fue 'calcada' con el mismo tema de campaña, colores y tipografía, a pesar de que ante los medios de comunicación, Useche se quiso mostrar como un candidato independiente sin ninguna 'atadura política' y no reconoció públicamente la injerencia de sus jefes, Juan Carlos Martínez y Juan Carlos Abadía.

#### Elección
El 30 de octubre de 2011, cuando se iniciaron los escrutinios su contendor y antiguo mentor político, Jorge Homero Giraldo, ganaba con una leve ventaja hasta el boletín N.º 28 de la Registraduría, pero a partir del siguiente boletín, Useche comenzó a ganarle, después de un problema técnico que despertó las sospechas de su contendor. Useche ganó por poco menos de 5000 votos de diferencia, pero por las irregularidades del proceso Giraldo no quiso reconocer su derrota y trató de impugnar las elecciones, aunque finalmente el Concejo Nacional Electoral declaró a Useche como Gobernador electo.

### Gestión como Gobernador
El 1 de enero de 2012 se llevó a cabo la ceremonia de posesión, en la cual el discurso del nuevo gobernador fue casi incomprensible, pues al parecer Useche sufre de dislexia severa, siendo incapaz de pronunciar correctamente su propio discurso.
Del grupo de personas que eligió para conformar su gabinete, por lo menos cuatro secretarios departamentales son cuotas de Juan Carlos Martínez Sinisterra, así como otras cuatro cuotas burocráticas para Juan Carlos Abadía, entre ellas su primo Diego Cardona Campo, exsecretario del Deporte de la alcaldía de Cali involucrado en el escándalo de los sobrecostos de la remodelación del Estadio Olímpico Pascual Guerrero y quien en la administración de Useche funge como Director del Hospital Psiquiátrico Universitario del Valle, entidad que se halla al borde de la liquidación. Se dice de estas cuotas burocráticas de Martínez y Abadía que tienen un muy bajo perfil intelectual.
Además de los cargos directivos para los que nombró personas cercanas a Juan Carlos Martínez y Juan Carlos Abadía, logró que la Asamblea eligiera como contralor departamental a Adolfo Weybar Sinisterra, el menos opcionado de la terna por su baja preparación académica, pero que contaba con el respaldo del exsenador Martínez.

#### Suspensión del cargo
Desde antes de posesionarse Useche tenía abierta una investigación fiscal por el detrimento patrimonial que sufrió la Industria de Licores del Valle al ser él partícipe de la Junta Directiva que aprobó el contrato que provocó el detrimento. El fallo en primera instancia lo halló responsable a él y a otras 17 personas, entre ellas a Juan Carlos Abadía por más de cien mil millones de pesos (USD 50 000 000). Tras la apelación, la Contraloría General de la República ratificó la decisión de hallarlo responsable, aunque por una cuantía menor, cuarenta mil millones de pesos (USD 20 000 000) solo porque el Gobernador encargado, Francisco José Lourido no ejecutó la otra parte del contrato para evitar un mayor detrimento patrimonial.
El fallo de segunda instancia, que fue dado a conocer el 23 de marzo de 2012, ponía a disposición del Presidente de la República la retirada del cargo del gobernador, ya que por ser responsable de ese detrimento patrimonial incurría en una inhabilidad, a la vez que envió copias a los otros organismos de control, la Procuraduría y la Fiscalía para iniciar los procesos disciplinario y penal, respectivamente. El 30 de marzo el presidente de la República, Juan Manuel Santos, designó como encargado a Aurelio Iragorri Valencia, político oriundo de Popayán.
Se ha especulado mucho en torno al futuro de Useche al frente de la gobernación, ya que diversos conceptos jurídicos hablan de que tiene algunas artimañas legales para volver en el cargo por medio de una acción de tutela, y otras apreciaciones hablan de que así pague la totalidad adeudada, no podrá volver a ser gobernador, ya que la inhabilidad sobreviviente afecta directamente su cargo.
A finales de abril de 2012 se dio a conocer un concepto del Consejo de Estado solicitado por el Ministerio del Interior en el que argumenta que la vacancia del cargo es definitiva, por lo que conminó al gobierno nacional a elegir un gobernador designado de una terna presentada por el partido que respaldó a Useche y posteriormente convocar unas elecciones atípicas.